# Куп Србије и Црне Горе у фудбалу
Куп Србије и Црне Горе је национални фудбалски куп које је настао променом имена Купа СР Југославије због промене имена државе СР Југославије у Државну заједницу Србије и Црне Горе 4. фебруара 2003.
Такмичење је одржано само четири пута јер се 2006. Државна заједница Србија и Црна Гора раздвојила на Србију и Црну Гору, па је и овај куп за такмичење у сезони 2006/07. раздвојено на два дела: Куп Црне Горе и Куп Србије.

## Резултати финала купа Србије и Црне Горе
| Сезона   | Датум         | Победник         | Резултат     | Финалиста               | Стрелци                                                                                         | Судија                        |
| -------- | ------------- | ---------------- | ------------ | ----------------------- | ----------------------------------------------------------------------------------------------- | ----------------------------- |
| 2002/03. | 29. мај 2003. | Сартид           | 1 : 0 (прод) | Црвена звезда           | Марко Пантелић 110'                                                                             | Мирослав Радоман (Врбас)      |
| 2003/04. | 12. мај 2004. | Црвена звезда    | 1 : 0        | Будућност Банатски Двор | Никола Жигић 1'                                                                                 | Мирослав Радоман (Врбас)      |
| 2004/05. | 24. мај 2005. | Железник Београд | 1 : 0        | Црвена звезда           | Дејан Рађеновић 90'                                                                             | Дарко Стојановић (Лазаревац)  |
| 2005/06. | 10. мај 2006. | Црвена звезда    | 4 : 2 (прод) | ОФК Београд             | Ђорђе Ракић 10' Милан Бишевац 61' (аг) Никола Жигић 67' 100' Милан Пуровић 73' Душан Баста 117' | Миленко Вукадиновић (Београд) |